# Hala Olivia
Hala Olivia je dvorana u Gdańsku, Poljska. Pruža domaćinstvo hokejaškom timu Stoczniowiec Gdansk, a i obližnja košarkaška momčad Asseco Prokom Sopot koristi dvoranu za Euroligaške nastupe. Hala Olivia otvorena je 1970. godine i ima 5 500 sjedećih mjesta. Nalazi se u blizini sveučilišta Gdańsk.
Ova dvorana bila je domaćin skupine B na EuroBasketu 2009.